# Стипе Пекић
Стипе Пекић (Макарска, 3. септембар 1908 — Јајинци, 9. јун 1944) је био први макарски академски сликар.

## Биографија
Рођен је 3. септембра 1908. у Макарској. Завршио је Уметничку школу у Београду. Дипломирао је у класи Владимира Бецића 1931. године. Као наставник цртања је радио по гимназијама у унутрашњости, али после кратког времена од бивших ненародних режима је уклоњен са тог положаја. Радио је политичке карикатуре и сарађивао је са Ошишаним јежом. У Београду, од 1941. године, је активно учествовао у народно–ослободилачком покрету. Стрељан је од немачке специјалне полиције 1944. у Јајинцима.